# Gouvernement Depretis I
Royaume d'Italie
Minghetti II Depretis II
Le gouvernement Depretis I (Governo Depretis I, en italien) est le gouvernement du royaume d'Italie entre le 25 mars 1876 et le 26 décembre 1877, durant la XIIe législature et la XIIIe législature.

## Composition
Composition du gouvernement
- Gauche historique

### Président du conseil des ministres
Agostino Depretis